# Honda HR-V
De Honda HR-V is een SUV in de compacte klasse van het Japanse autoconcern Honda. De productie begon met de eerste generatie in 1999. In 2016 kwam de tweede generatie van de HR-V uit, die onder andere een nieuw interieur bevatte. De typeaanduiding HR-V staat voor Hybrid Recreation Vehicle.

## Eerste generatie (1999-2006)
De eerste generatie HR-V was gebouwd op het supermini-platform en is een van de eerste voertuigen met lage uitstoot (stikstofoxide). Het automodel werd voor het eerst getoond op de Tokyo Motor Show in 1997 als een futuristisch en lichtgewicht cross-country-model.
De HR-V kwam in Europa met een D16W1 1,6-liter SOHC of een vierwielaandrijving D16W5 type motor. Een continu variabele transmissie (CVT) behoorde tot de opties. Er was kritiek op het gemis van een dieselmotor.
De productie van de driedeurs uitvoering werd stopgezet in 2003 en de vijfdeurs in 2006.

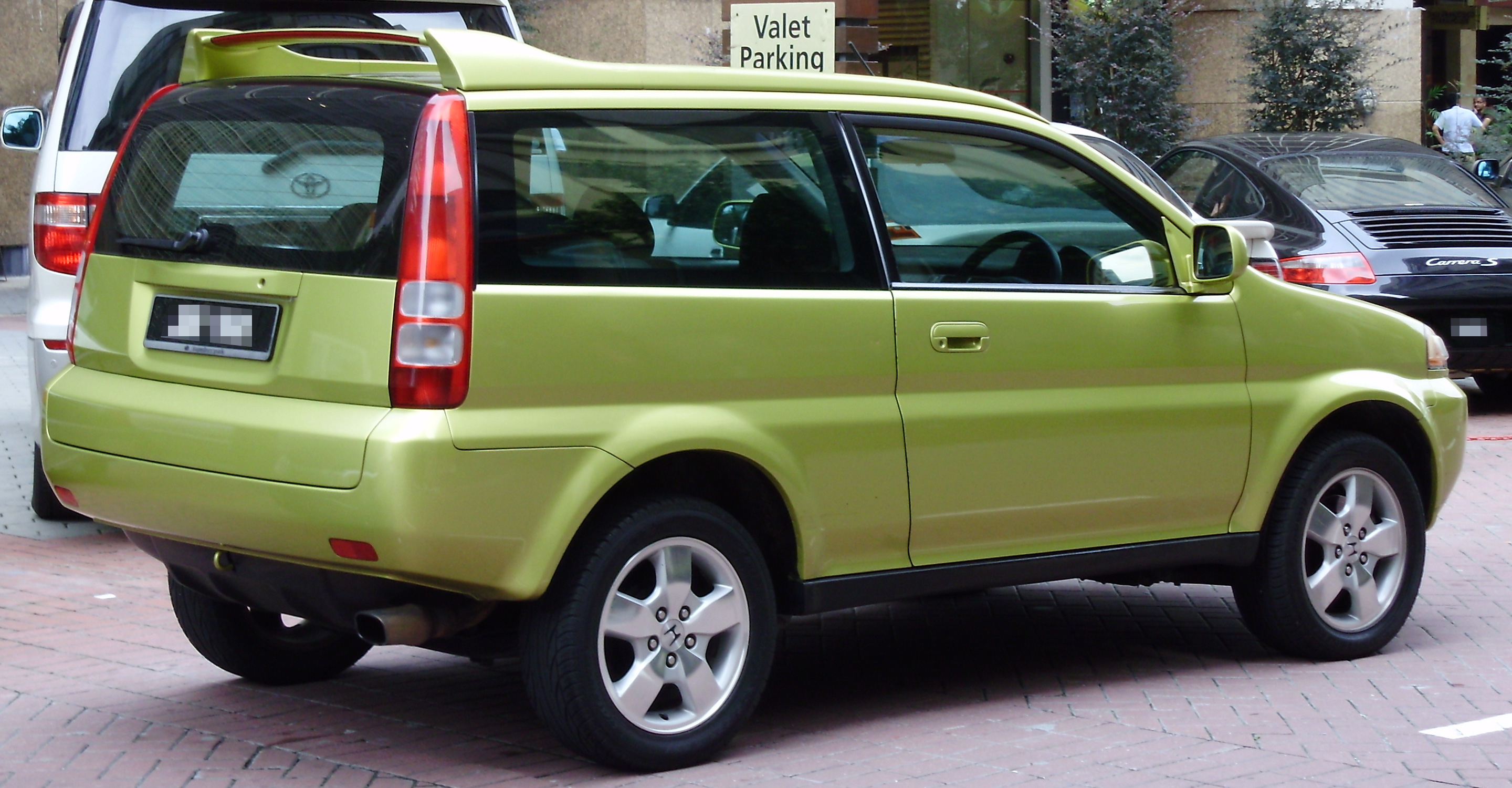
3-deurs HR-V.

### Technische informatie
| Algemene technische informatie | Algemene technische informatie  |
| Onderdeel                      | Informatie                      |
| ------------------------------ | ------------------------------- |
| Lengte                         | 4 - 4,1 meter                   |
| Breedte                        | 1,7 meter                       |
| Hoogte                         | 1,7 meter                       |
| Wielbasis                      | 2,45 meter                      |
| Gewicht                        | 1199 kg                         |
| Aandrijving                    | 2WD, 4WD (optioneel)            |
| Uitvoering                     | driedeurs (tot 2003), vijfdeurs |
| Inzittenden                    | 4                               |
| Versnellingsbak                | Continu variabele transmissie   |

| Technische informatie HR-V 1.6 | Technische informatie HR-V 1.6                      |
| Onderdeel                      | Informatie                                          |
| ------------------------------ | --------------------------------------------------- |
| Motor                          | D16W1 (eerste generatie) / D16W2 (tweede generatie) |
| Kracht                         | 77 kW                                               |
| Koppel                         | 138 Nm                                              |
| Brandstof                      | Benzine                                             |
| Aandrijving                    | 2WD                                                 |

| Technische informatie HR-V 1.6 VTEC | Technische informatie HR-V 1.6 VTEC |
| Onderdeel                           | Informatie                          |
| ----------------------------------- | ----------------------------------- |
| Motor                               | D16W5                               |
| Kracht                              | 92 kW                               |
| Koppel                              | 142 Nm                              |
| Brandstof                           | Benzine                             |
| Aandrijving                         | 4WD                                 |
| Versnellingsbak                     | Continu variabele transmissie       |

## Tweede generatie (2015-heden)
De tweede generatie van de HR-V werd vanaf 2015 geproduceerd en is gebaseerd op het platform van de Honda Jazz. Het concept van een variabele achterbank werd ook van de Jazz overgenomen.
De HR-V wordt gebouwd in Mexico. De keuze uit motoren bestaat uit een 1,5-liter VTEC-motor met 96 kW (130 pk) en een 1,6-liter dieselmotor met 88 kW (120 pk). Er is een zesversnellingsbak en een met CVT-aandrijving. Een versie met vierwielaandrijving is nog niet beschikbaar gekomen in Europa.

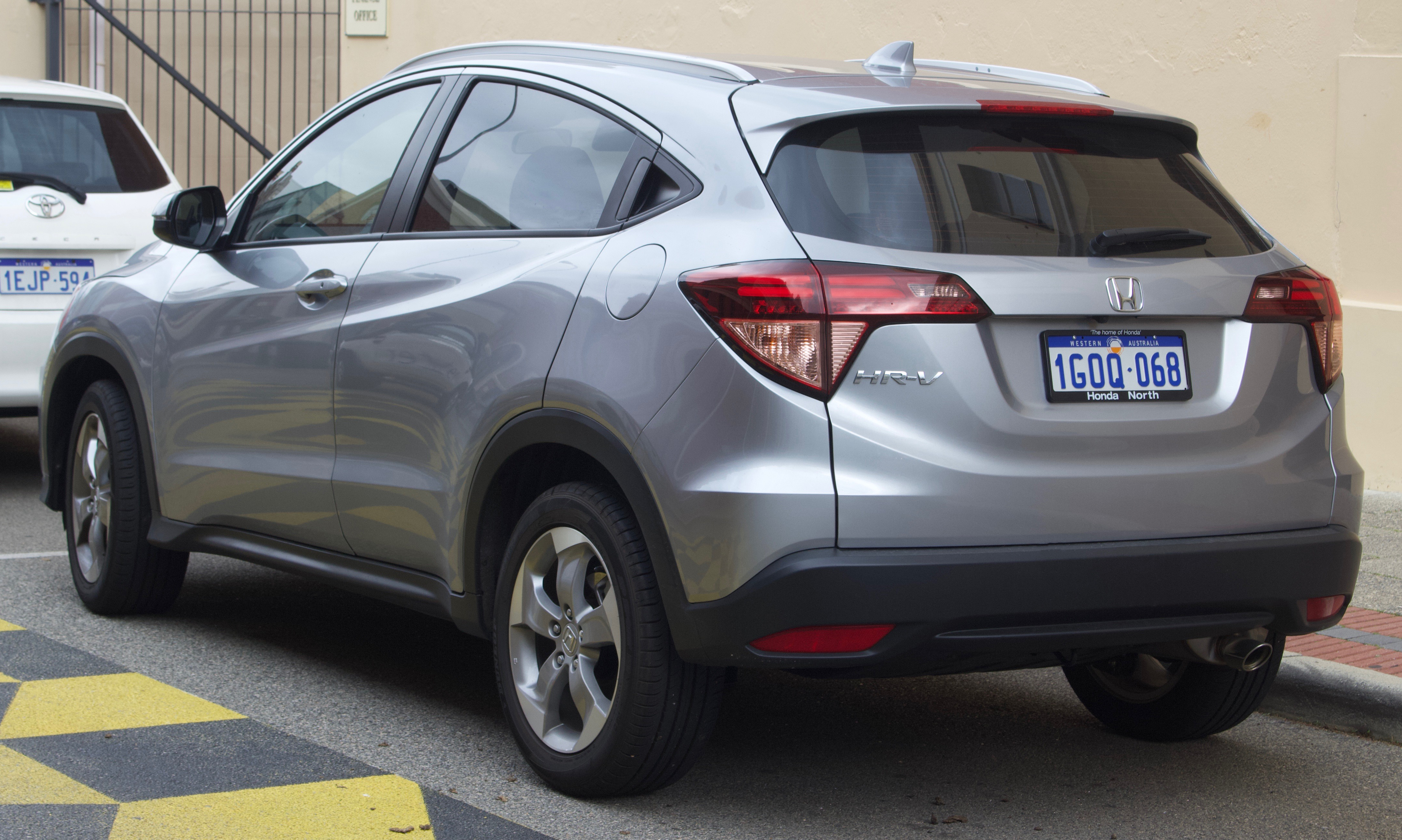
Achteraanzicht.

Huidige modellen België & Nederland:
Civic ·
CR-V ·
HR-V ·
e ·
Jazz ·
NSX
Overige modellen internationaal:
Life ·
Zest ·
N BOX ·
Acty ·
Vamos ·
Civic Hybrid ·
FCX Clarity ·
Freed ·
Stream ·
StepWGN ·
Odyssey ·
Elysion ·
Crosstour ·
Passport ·
Pilot ·
Ridgeline
Uit productie:
N ·
Z ·
Today ·
That's ·
T ·
TN ·
S ·
Beat ·
Logo ·
Capa ·
Mobilio ·
L ·
S-MX ·
Airwave ·
CRX ·
1300 ·
Quintet ·
Integra ·
Concerto ·
Domani ·
Prelude ·
Ascot ·
Avancier ·
FR-V ·
Shuttle ·
Inspire ·
Legend ·
HR-V ·
Crossroad ·
Element ·
Horizon ·
Tourmaster ·
S2000 ·
NSX